# 中心化群と正規化群
数学、とくに群論において、群 G の部分集合 S の中心化群 (英: centralizer) とは、S の各元と可換な G の元全体からなる集合であり、S の正規化群 (normalizer) とは、「全体で」S と可換な G の元全体からなる集合である。S の中心化群と正規化群は G の部分群であり、G の構造について知る手掛かりを得られる。

## 定義
群 G の部分集合 S の中心化群 (centralizer) は次で定義される。
{\displaystyle \mathrm {C} _{G}(S)=\{g\in G\mid sg=gs{\text{ for all }}s\in S\}}
文脈から群 G が明らかなときには、表記 CG(S) から G を省くことがある。また S が単集合 {a} のときには中心化群 CG({a}) は CG(a) と略記される。この中心化群の別の表記として Z(a) もあるが、これはあまり一般的でなく、群の中心の表記と同じになってしまう。この表記では、群 G の中心 Z(G) と元 g ∈ G の中心化群 Z(g) とを混同しないよう注意しなければならない。
群 G における S の正規化群 (normalizer) は次で定義される。
{\displaystyle \mathrm {N} _{G}(S)=\{g\in G\mid gS=Sg\}}
中心化群の定義と似ているが同じではない。g が S の中心化群の元で s が S の元であれば、gs = sg でなければならないが、g が正規化群の元であれば、s とは異なってもよい t ∈ S に対して gs = tg である。中心化群のときに述べた、G を省いたり単集合のときにブレース（中括弧）を省いたりする記法は、正規化群の表記に対しても同じく適用される。S の正規化群を S の正規包 (normal closure) すなわち、S の生成する正規部分群 ⟨⟨S⟩⟩ と混同してはならない。

## 性質
下記の性質は Isaacs 2009, Chapters 1−3 による。
- S の中心化群と正規化群はともに G の部分群である。
- 明らかに、CG(S) ⊆ NG(S) である。実は、CG(S) は必ず NG(S) の正規部分群である。
- CG(CG(S)) は S を含むが、CG(S) は S を含むとは限らない。S のすべての元 s, t に対して st = ts であれば含む。なのでもちろん H が G の可換な部分群であれば CG(H) は H を含む。
- S が G の部分半群であれば、NG(S) は S を含む。
- H が G の部分群であれば、H を正規部分群として含むような最大の G の部分群が NG(H) である。
- 元 a ∈ G の属する共役類の大きさと中心化群の指数 [G : CG(a)] は等しい。
- 群 G の部分群 H と共役な部分群の数と正規化群の指数 [G : NG(H)] は等しい。
- G の部分群 H は、NG(H) = H であるときに、G の自己正規化部分群 (self-normalizing subgroup) と呼ばれる。
- G の中心はちょうど CG(G) であり、G がアーベル群であることと CG(G) = Z(G) = G は同値である。
- 単集合に対して、CG(a) = NG(a) である。
- 対称性により、S と T が G の 2 つの部分集合であれば、T ⊆ CG(S) と S ⊆ CG(T) は同値である。
- 群 G の部分群 H に対して、N/C定理 (N/C theorem) は、剰余群 NG(H)/CG(H) は H の自己同型群 Aut(H) の部分群に同型であるという定理である。NG(G) = G および CG(G) = Z(G) であるから、N/C theorem は、G/Z(G) は、G のすべての内部自己同型からなる、Aut(G) の部分群 Inn(G) に同型であるということも意味している。
- 群準同型 T: G → Inn(G) を T(x)(g) = Tx(g) = xgx −1 によって定義すれば、NG(S) と CG(S) を Inn(G) の G への群作用の言葉によって記述できる： S の Inn(G) における安定化群は T(NG(S)) であり、S を固定する Inn(G) の部分群は T(CG(S)) である。